# Storullbi
Storullbi (Anthidium manicatum) är ett solitärt bi i familjen buksamlarbin. Arten kallas även större ullbi i Sverige, väggullbi på finlandssvenska.

## Beskrivning
Arten är ett robust bi som har en svart grundfärg med gula markeringar på huvudet, hjässans sidor, baktill på mellankroppen och på bakkroppen; varje tergit har gula fläckar på sidorna. Hanen har dessutom rödbruna hårfransar på tergiternas sidor, samt taggiga utskott på den näst sista och sista tergiten, som han använder för att försvara sina revir mot andra insekter. Behåringen är ljus och gles. Ovanligt bland de flesta buksamlarbin är att hanen kan bli större än honan: 12 till 16 mm mot honans 10 till 12 mm. Färgteckningen ger arten ett visst getingliknande utseende, men kroppsformen är för robust för att någon egentlig förväxlingsrisk ska föreligga.

## Ekologi
Storullbiet förekommer i habitat som parker, trädgårdar, gles lövskog, sluttningar, vägrenar, gräsmarker på kalkgrund, sanddyner med flera landskapstyper. Flygtiden varar från slutet av maj till slutet av augusti. I varmare klimat förekommer det att arten har två generationer per år. Arten är polylektisk, den är inte specialiserad på några bestämda blommor, utan besöker bland andra korgblommiga växter, strävbladiga växter, ärtväxter, kransblommiga växter, flenörtsväxter, potatisväxter, korsblommiga växter och grobladsväxter.

### Fortplantning
Hanen hävdar revir kring blommor som honorna flyger till. Han kör bort andra insekter, och kan även döda inkräktare. Honorna släpps emellertid igenom, och parningen sker på blommorna. Honorna inrättar larvbona i existerande håligheter som insektsgångar i murket trä, ihåliga växtstjälkar, sprickor i murfogar, hålrum i marken och andra ihåliga objekt. Larvcellerna kläs med växthår som honan hämtar från växter som lammöron, röllika, kungsljus, näveväxter, taklökar och ulltistel. Hon använder sina taggiga käkar för att karda av håren från växterna. Cellerna förslutes med en propp av samma hår. Cellerna fylls sedan med en flytande blandning av nektar och pollen, som tjänar till föda åt larverna, en i varje cell. Larven övervintrar som passiv vilolarv, för att sedan förpuppa sig.

## Utbredning
Arten finns i hela Europa upp till 64° N. Under sent 1960-tal har den oavsiktligt införts till Nordamerika, där den spridit sig och även populerat delar av Sydamerika. Arten har även införts till Nya Zeeland och Kanarieöarna. 
I Sverige finns arten i Götaland och Svealand upp till Dalarna, och vidare längs östkusten upp till Västerbotten. I Finland finns den i de södra och mellersta delarna av landet, inklusive Åland, med ungefärlig nordvästgräns i Österbotten och nordostgräns i Norra Karelen.
Den är klassificerad som livskraftig både i Sverige och Finland.